# Sic feszt
A Sic Feszt egy erdélyi magyar kulturális fesztivál, amelyet először 2014-ben rendeztek meg Csomakőrösön, aminek akkora sikere volt, hogy azóta is minden nyáron újra kinyitja kapuit a szórakozni vágyók számára. A fesztivált a Háromszéki Ifjúsági Tanács (HÁRIT) szervezi, amelynek jelenlegi elnöke Antal Balázs. Az esemény célja a háromszéki fiatalok megszólítása, kulturális és közösségi értékek átadása, valamint a szórakozási lehetőségek biztosítása. 2024-ben Sepsiszentgyörgyön a kerekerdőnél került megszervezésre, ami 2025-ben sem változik, ugyanis már kijelentették a szervezők az idei fesztivál helyszínét és idejét, augusztus 6-10 között lesz megrendezve. 

## Története
A fesztivál már 2009 óta létezik, mint Székelyföldi Szabadegyetem, ami már akkor is szabadidős programokkal, képzésekkel és koncertekkel várta a fiatalokat. Azóta ez csak bővült, 2014-ben alakult meg a fesztivál Sic Feszt néven, ahol több programlehetőséget kínálnak a szervezők, így nem csak bulizni mehetnek az emberek, hanem közönségtalálkozókra, ügyességi játékokra, kerekasztal-beszélgetésekre, előadásokra is várja a fesztivál az érdeklődőket.

## Célközönség
A SIC Feszt elsősorban a 16–35 év közötti fiatalokat célozza meg, azonban programjai olyan sokszínűek, hogy minden korosztály számára vonzóak. Az esemény külön figyelmet fordít a családok bevonására, például a szombati Családi Nap révén, amely hagyományos családmodell népszerűsítésére helyezi a hangsúlyt.

## Programok
A fesztivál kiemelt programelemei:
- Családi Nap: kézműves foglalkozások, gyerektáncház, ügyességi versenyek.
- Koncertek: helyi és nemzetközi előadók fellépései.
- Közösségi események: tapasztalatszerzésre és kapcsolatépítésre alkalmas programok.
- Hagyományőrzés: helyi kézműves és kulturális értékek bemutatása.

## Helyszínek
- 2024- Sepsiszentgyörgy kerekerdő
- 2021-2023 Szentkereszty-kastély (Árkos)
- 2018-2020 Sugásfürdő
- 2014-2017 Csomakőrös

## Szervezés
A SIC Fesztivált a Háromszéki Ifjúsági Tanács (HÁRIT) szervezi, amely szorosan együttműködik helyi közösségekkel és önkéntesekkel. A rendezvény fontos szerepet játszik a régió kulturális és közösségi életének gazdagításában.